# SC Sand
SC Sand er en tysk sportsklub fra Willstätt, Baden-Württemberg. Klubben blev etableret den 11. august 1946 og konkurrerer indenfor sportsgrenene fodbold, aerobic, judo og qigong. Klubben er mest kendt for kvindefodboldholdet, som spiller i Bundesligaen. Holdets nuværende cheftræner er Alexander Fischinger.
Kvindefodboldafdelingen blev grundlagt i juli 1980 og spillede to år efter med i de nationale turneringer. Efter kun to år rykkede de op til Verbandsliga Südbaden, som på daværende tidspunkt var den den øverste fodboldrække i delstaten Baden-Württemberg. Efter tre distriktspokalsejre og to distriktsmesterskaber, blev kvinderne i 1992 for første gang mestre.
Siden hen overraskede de i 2012/13-sæsonen i 2. Bundesligaen og sluttede på tredjepladsen i slutningen af sæsonen. Frem til næstsidste spilledag var muligheden for videre avancement til Bundesligaen mulig. Den 15. december 2013 gik klubben for første gang videre til semifinalerne i DFB-Pokal Frauen, efter at have slået FF USV Jena 2-0 i kvartfinalen. Den 11. maj 2014 oprykkede klubben for første gang i 17 år til landets bedste kvindelige fodboldrække, Bundesligaen.
Den 3. april 2016 kvalificerede klubben sig så for første gang til finalen i DFB-Pokal Frauen, efter at have slået de forsvarende tyske mestre fra FC Bayern München 2-1. De tabte dog den endelige finale i Köln mod storklubben VfL Wolfsburg, 1-2.
Danske Molli Plasmann har spillet i klubben siden januar 2021.

## Aktuel trup
Oversigten er opdateret til og med 13. maj 2022 
| Nr. | Land     | Position | Spiller               |
| --- | -------- | -------- | --------------------- |
| 1   | Østrig   | MM       | Jasmin Pal            |
| 2   | Tyskland | FO       | Fatma Sakar           |
| 3   | USA      | FO       | Vicky Bruce           |
| 4   | Frankrig | MI       | Marion Gavat          |
| 5   | USA      | AN       | Summer Green          |
| 7   | Tyskland | MI       | Chiara Loos           |
| 8   | Holland  | MI       | Dominique Bruinenburg |
| 9   | Tyskland | AN       | Dörthe Hoppius        |
| 10  | Østrig   | FO       | Marina Georgieva      |
| 11  | Tyskland | AN       | Leonie Kreil          |
| 12  | Tyskland | MM       | Sarah-Lisa Dübel      |

| Nr. | Land                 | Position | Spiller              |
| --- | -------------------- | -------- | -------------------- |
| 13  | Tyskland             | FO       | Michaela Brandenburg |
| 14  | Tyskland             | FO       | Noemi Gentile        |
| 15  | Nigeria              | MI       | Patricia George      |
| 17  | Tyskland             | MI       | Emily Evels          |
| 18  | Østrig               | MI       | Lena Triendl         |
| 19  | Danmark              | MI       | Molli Plasmann       |
| 21  | Holland              | MM       | Isabella Scheerder   |
| 22  | Saint Kitts og Nevis | MI       | Phoenetia Browne     |
| 23  | Polen                | MI       | Patrycja Balcerzak   |
| 27  | Skotland             | AN       | Kathleen McGovern    |
| 29  | USA                  | FO       | Adrienne Jordan      |